# Барамзина, Татьяна Николаевна
Татья́на Никола́евна Барамзина́ (19 декабря 1919 или 12 декабря 1919, Глазов, Вятская губерния — 5 июля 1944, Смолевичи, Минская область) — советский снайпер и телефонистка, участница Великой Отечественной войны, Герой Советского Союза (1945, посмертно). Ефрейтор.
В годы Великой Отечественной войны окончила Центральную женскую школу снайперов и с апреля 1944 года воевала на 2-м Белорусском фронте, уничтожила 16 солдат противника. Из-за проблем со зрением переучилась на телефонистку. 5 июля 1944 года Татьяна Барамзина в составе 3-го стрелкового батальона 252-го стрелкового полка (70-я стрелковая дивизия, 62-й стрелковый корпус, 33-я армия, 2-й Белорусский фронт) была направлена в тыл противника для захвата узла дорог и удержания его до прибытия основных сил. Однако на марше батальон столкнулся с превосходящими силами противника и был разбит, а сама Татьяна Барамзина была схвачена и жестоко убита. Перед смертью её долго пытали так, что её удалось опознать только по остаткам обмундирования и по волосам.

## Биография

### Довоенные годы
Татьяна Барамзина родилась в городе Глазове (ныне —   Удмуртская Республика) в многодетной семье. Отец, Николай Макарович, был рабочим на железной дороге, в годы НЭПа стал торговать хлебом «по патенту второго разряда» и был лишён избирательных прав. Мать, Марфа Митрофановна, вела домашнее хозяйство, с 1928 года стала торговать вместо мужа. После его смерти в 1931 году Марфа Митрофановна добилась восстановления избирательных прав. Тем не менее она не прекратила торговлю, и в 1933 году их дом был конфискован.
Таня росла мужественной и физически сильной девочкой, легко переплывала Чепцу. Окончила семь классов школы и Глазовское педагогическое училище, где вступила в комсомол, стала членом обществ Осоавиахим и РОКК, научилась стрелять из винтовки. В июле 1939 года Барамзина сдала экстерном экзамены за курс школьного отделения Глазовского педагогического училища и получила аттестат, дающего ей все «права окончившего» это учебное заведение. После окончания училища работала в школах Глазовского района: в 1936—1937 годах — в школе села Верх-Парзи (ныне — село Парзи), в 1937—1938 году — в начальной школе деревни Омутница, в 1938—1940 годах — в школе-семилетке деревни Кашкашур.
В 1940 году поступила в Молотовский педагогический институт на географический факультет. После введения платы за обучение до июня 1943 года работала воспитателем в детском саду № 90 Молотовского мясокомбината в посёлке Шпальный (ныне — Парковый микрорайон Перми). После начала войны просилась на фронт, но получила отказ. Продолжив учёбу, работала воспитателем в детском саду для эвакуированных, училась на курсах медсестёр, сдавала кровь.

### Великая Отечественная война
В 1943 году зачислена в Центральную женскую школу снайперов, после окончания которой в апреле 1944 года была направлена на 3-й Белорусский фронт. В боях она уничтожила из снайперской винтовки 16 солдат противника, но вскоре у неё стало ухудшаться зрение. Отказавшись демобилизоваться, переучилась на телефонистку.
22 и 23 июня 1944 года в боях у деревни Малое Морозово под сильным артиллерийским огнём она 14 раз исправляла порванную телефонную связь.
5 июля 1944 года Барамзина в составе 3-го стрелкового батальона 252-го стрелкового полка (70-я стрелковая дивизия, 33-я армия, 3-й Белорусский фронт) была направлена в тыл противника для выполнения боевой задачи — захватить в тылу врага узел дорог и удерживать его до прибытия основных сил. На марше возле деревни Пекалин Смолевичского района Минской области батальон столкнулся с превосходящими силами противника. В завязавшемся бою Барамзина под огнём противника оказывала помощь раненым. Оценив превосходство противника, она приказала раненым отступать в лес, а тем, кто не может — укрыться в блиндаже. Барамзина отстреливалась до последнего патрона, уничтожив до двадцати вражеских солдат. Захватив блиндаж, нацисты укрывавшихся раненых расстреляли из противотанкового ружья. Барамзину долго пытали: тело изрезали кинжалом, глаза выкололи, груди вырезали, в живот воткнули штык и добили выстрелом из противотанкового ружья в голову. Опознали её только по остаткам обмундирования и по волосам.
Барамзина была похоронена 5 июля 1944 года на станции Волма Петровичского сельсовета, а в 1963 году её останки были перенесены в братскую могилу в деревне Калита Смолевичского района Минской области.

## Награды и звания
- Герой Советского Союза (24.03.1945 г., посмертно)
- орден Ленина (24.03.1945 года, посмертно)

## Память

Памятник Барамзиной в Перми.

8 мая 1946 года улица Пролетарская в городе Глазов, где выросла Барамзина, была названа её именем. Матери, Марфе Митрофановне, вернули дом, который стал выполнять функцию своеобразного «музея» Татьяны Барамзиной, пока не попал под снос в 1960-е годы.
В Глазове в парке им. Горького и в Ижевске установлены памятники Барамзиной.
Постановлением Совета Министров Белорусской ССР от 1 июля 1988 года Пекалинской средней школе Смолевичского района присвоено имя Героя Советского Союза Барамзиной Татьяны Николаевны.
Её именем названа школа № 86, спортивная детско-юношеская школа в Перми и школа № 53 в Ижевске. Навечно занесена в списки учащихся средней школы № 2 города Глазова.
На здании Пермского педагогического института в память о Т. Н. Барамзиной установлена мемориальная доска.
Именем Барамзиной названы улицы в Минске, Глазове, Ижевске, Перми, Подольске.
Писатель В. И. Николаев написал о жизни Т. Н. Барамзиной книгу «Танины тополя» (1970).